# Cranioleuca hellmayri
Cranioleuca hellmayri là một loài chim trong họ Furnariidae.